# Charice Pempengco
Charice Pempengco (San Pedro, 10 mei 1992, geboren als Charmaine Clarice Relucio Pempengco) is een Filipijnse vocalist, die bekend is geworden onder de artiestennaam Charice en sinds 2017 de artiestennaam Jake Zyrus gebruikt. Pempengco verwierf oorspronkelijk bekendheid als zangeres door filmpjes op YouTube. Deze video's werden meer dan vijftien miljoen keer bekeken. Naar aanleiding van dit succes verscheen Pempengco in de talkshows van Ellen DeGeneres en Oprah Winfrey.
Pempengco's eerste eigen album, Charice, verscheen in 2010 onder artiestennaam Charice en bereikte de 8e plek in de Amerikaanse Billboard 200. Daarmee was Pempengco de eerste Aziatische en enige Filipijnse persoon ooit die de top tien van deze lijst haalde. In die tijd werd Pempengco's zangstem vergeleken met die van Whitney Houston en Céline Dion door Jason Birchmeier van Allmusic. Pempengco was bekend als zangeres totdat deze bekendmaakte transgender te zijn in 2017. Hierna kwam diens zangloopbaan niet echt meer op gang hoewel hij op tiktok en open spotify nog clips bleef plaatsen.

## Biografie
Pempengco werd voor het eerst bekend door als zangeres deel te nemen aan twee talentenjachten, het Filipijnse televisieprogramma Little Big Star in 2006 en Zuid-Koreaanse programma Star King in 2007. Pempengco bereikte de finale van Little Big Star en bracht naar aanleiding van Star King een ep uit, genaamd 'Charice'. Op deze ep stonden zes covers, waaronder 'And I Am Telling You I'm Not Going' dat Pempengco had uitgevoerd bij Star King.
Pempengco's eerste volledige album, My Inspiration, was geschreven rond het thema 'Moederdag' en werd uitgebracht in 2009, opnieuw onder de naam Charice. Pempengco trad als Charice onder andere op in Zuid-Korea, de Verenigde Staten, Engeland, Italië en Nederland. Zo trad Pempengco op bij Oprah Winfrey, wat leidde tot een gastoptreden bij Céline Dion in het Madison Square Garden in New York. Op 6 september 2008 trad Pempengco voor het eerst op in Nederland, tijdens het Feest van de Eeuw van Feyenoord. Hier waren zo'n dertigduizend voetbalsupporters bij aanwezig. In 2009 begon Pempengco's acteercarrière met een rol in de film Alvin and the Chipmunks: The Squeakquel. Hierin verscheen Pempengco als zichzelf, namelijk de zangeres Charice.
In 2009 verscheen de eerste single van Pempengco's tweede volledige album, opnieuw getiteld Charice. Deze single heette 'Note to God' en werd gecomponeerd door Diane Warren en geproduceerd door de Canadese musicus David Foster. In mei 2010 kwam het album zelf uit. De tweede single van Charice was het nummer 'Pyramid' dat Pempengco samen met zanger Iyaz opnam. Dit nummer behaalde in Nederland de 53e plek in de Single Top 100. Later dat jaar speelde Pempengco de rol van uitwisselingsstudente Sunshine Corazon in de Amerikaanse komische en muzikale televisieserie Glee. Als Sunshine zong Pempengco onder andere het nummer 'Telephone' van Lady Gaga en Beyoncé met Lea Michele. Op 30 juni 2010 zong Pempengco voor een publiek van ongeveer vijfhonderdduizend mensen het Filipijnse volkslied tijdens de inauguratie van president Benigno Aquino III.
In 2012 speelde Pempengco de rol van Malia in de Hollywoodfilm Here Comes the Boom, met Salma Hayek, Kevin James en Henry Winkler in de hoofdrollen.

## Persoonlijk

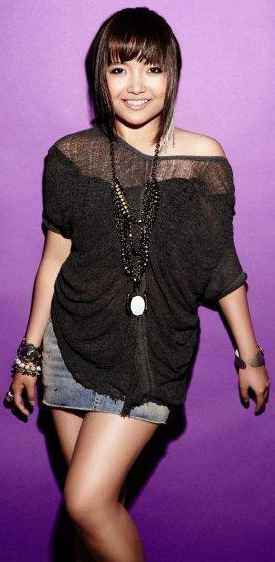
Pempengco in 2011

Op 31 oktober 2011 werd de vader van Pempengco vermoord in de Filipijnen. Naar aanleiding van zijn dood legde Pempengco de werkzaamheden tijdelijk stil. Hoewel de twee al lange tijd geen contact met elkaar hadden gehad, hadden zij ooit een hechte band.
Op 3 juni 2013 maakte Pempengco bekend dat lesbisch te zijn. Vier jaar later maakte Pempengco bekend transgender te zijn en gebruikte vanaf dat moment de artiestennaam Jake Zyrus. Pempengco gaf aan de artiestennaam Charice niet meer te gebruiken en onderging een chirurgische ingreep tot borstverwijdering en begon hormoontherapie om te komen tot een uiteindelijke geslachtsverandering.

## Discografie

### Albums
- Charice (2008; label: Star Records; platinum in de Filipijnen)
- My Inspiration (2009; label: Star Records; platinum in de Filipijnen)
- Charice (2010; label: 143 Records/Reprise Records)

### Singles
| Single met eventuele hitnotering(en) in de Nederlandse Top 40 | Datum van verschijnen | Datum van binnenkomst | Hoogste positie | Aantal weken | Opmerkingen                          |
| ------------------------------------------------------------- | --------------------- | --------------------- | --------------- | ------------ | ------------------------------------ |
| Pyramid                                                       | 2010                  | 24-07-2010            | tip2            | -            | met Iyaz / #53 in de Single Top 100  |
| Louder                                                        | 2012                  | 25-05-2012            | -               | -            | #12 in de categorie: 'nieuwe muziek' |